# Brand asset management
 (juillet 2021).
 (août 2020).
Si vous disposez d'ouvrages ou d'articles de référence ou si vous connaissez des sites web de qualité traitant du thème abordé ici, merci de compléter l'article en donnant les références utiles à sa vérifiabilité et en les liant à la section « Notes et références ».
Le Brand asset management ou BAM consiste pour une agence de communication ou pour les responsables d’une marque à gérer les éléments constitutifs de leur communication. Les actions suivantes peuvent être nécessaires : identifier, indexer, stocker, et trouver les fichiers correspondant à une campagne, à une gamme de produits, ou à un produit. 
Cette discipline est née avec la gestion des ressources numériques (Digital Asset Management) et a été principalement développée par les grands groupes de publicité pour communiquer avec leurs clients tout en réduisant les coûts d’échange ou de désarchivage.
Le Brand asset management renvoie à la gestion des ressources numériques (DAM) dans ses spécificités technologiques liées à l’évolution des supports créatifs. Avec la numérisation de l’ensemble des outils créatifs, les agences de communication et leurs clients ont également adapté leurs méthodes et leurs outils.